# Auli
El auli (también conocido como proto-Occidental; nombre derivado de Auxiliari Lingue International) es el término utilizado para los estadios del proyecto de idioma de Edgar de Wahl, antes de su publicación en 1922.
No tenía una gramática ni un vocabulario fijos.
En 1909, de Wahl publicó un proyecto provisional e la revista Discussiones, de la Academia pro Interlingua, en un artículo titulado  Abstracti Verbal Substantives.

## Ejemplo
Carta de Edgar de Wahl al Baron de Orczy escrita en auli:

Mu direction in l creation de lingue universal appare a Sr d. O. rekte regresiva. Mi comprende it tre bone, nam mi comenza just de l altre fine. Mi ne statui in comenza l alfabet e l grammatica e pos deve adaptar l vocabularie a ili, ma just contrarmen, mi prende tut material international de paroles, suffixes, finitiones, formes grammatical etc., e pos mi pena organisar cel material, meter it in ordin, compilar, interpolar e extrapolar e criblar (sieben, to sift).